# Passioni (Filippa Giordano)
Passioni è l'album di debutto della cantante italiana Filippa Giordano, album pubblicato nel 1999 su etichetta Sugar Music.
L'album contiene in tutto 12 brani e comprende, oltre a brani inediti in lingua inglese, anche arie tratte da opere liriche come Norma di Vincenzo Bellini, Tosca di Giacomo Puccini e La traviata di Giuseppe Verdi.

## Tracce
1. Casta diva (Vincenzo Bellini) – 5:02
2. Anyway  (Elisa) – 4:12
3. Un giorno in più (Dedo Cogliati-Stefano Galante-Valérie Thoma) – 4:11
4. Vissi d'arte (Giacomo Puccini) – 2:57
5. You're the One (Sotto le stelle) (Francesco Sartori) – 4:18
6. From a Distance (Stefano Galange-Simona Peron-Vincenzo Thoma) – 5:04
7. Lost Boys Calling (Ennio Morricone) – 3:57
8. Fly Me Away (Elisa) – 3:57
9. By the Sea (Maria) (Francesco Sartori) – 4:19
10. Dissonanze (mondo trash) (Francesco Sartori) – 3:56
11. Addio del passato (Giuseppe Verdi) – 3:15
12. By the Sea (Maria) (Francesco Sartori) – 7:52

## Formazione
- Filippa Giordano - voce
- Paolo Gianolio - chitarra acustica
- Celso Valli - tastiera
- Luca Bignardi - programmazione
- Marco Sabiu - tastiera, programmazione
- Luis Jardim - percussioni
- Gavyn Wright - violino
- Luca Trevisi - clarinetto
- Antonella Pepe, Giovanni Dattolo, Grazia Paolella, Mauro Gabriell, Sandro Pucci, Raffaella Casalini, Manuela Rasori - cori